# Operando
Em matemática, um operando é uma das entradas (argumentos) de um operador. Por exemplo, em
3 + 6 = 9
+ é o operador e 3 e 6 são os operandos.
A quantidade de operandos de um operador é denominada aridade. Baseando-se na aridade, operadores são classificados como unários, binários, ternários etc.

## Em informática
Em linguagens de programação de computador, as definições de operador e operando são quase as mesmas da matemática.
Adicionalmente, em código de máquina, um operando é um valor (um argumento) no qual a instrução, nomeada por um mnemônico, opera. O operando pode ser um registrador, um endereço de memória, uma constante literal, ou um rótulo. Um exemplo simples na arquitetura PC é
MOV   DS, AX
onde o valor no operando registrador AX deve ser movido para o registrador DS. Dependendo da instrução, pode haver zero, um, dois ou mais operandos.

### Matemática
- Otávio N. Cipriani; José Monserrat N.; Ila M. S. de Souza. Construindo um Jogo Para Uso na Educação Matemática em UFLA. Acessado em 23 de fevereiro de 2008.

### Informática
- Expressões e Atribuições Escalares - Fortran em UFPEL. Acessado em 23 de fevereiro de 2008.